# Флейвор Флейв
Уи́льям Джо́натан Дре́йтон-младший (англ. William Jonathan Drayton Jr.; род. 16 марта 1959, Лонг-Айленд, Нью-Йорк), более известный под своим сценическим псевдонимом Флейвор Флейв (англ. Flavor Flav) — американский рэпер, актёр. Был членом хип-хоп группы Public Enemy, сооснователем которой он стал в 1985 году и оставался её членом до 2020 года. После выпадения из общественного внимания в течение нескольких лет, Флейв вновь появился в качестве звезды нескольких реалити-шоу на VH1, в том числе «Ирреальная жизнь», «Странная любовь» и «Вкус любви».

## Дискография
Сольные альбомы
- Hollywood (2006)